# Wallace Browne, Baron Browne of Belmont

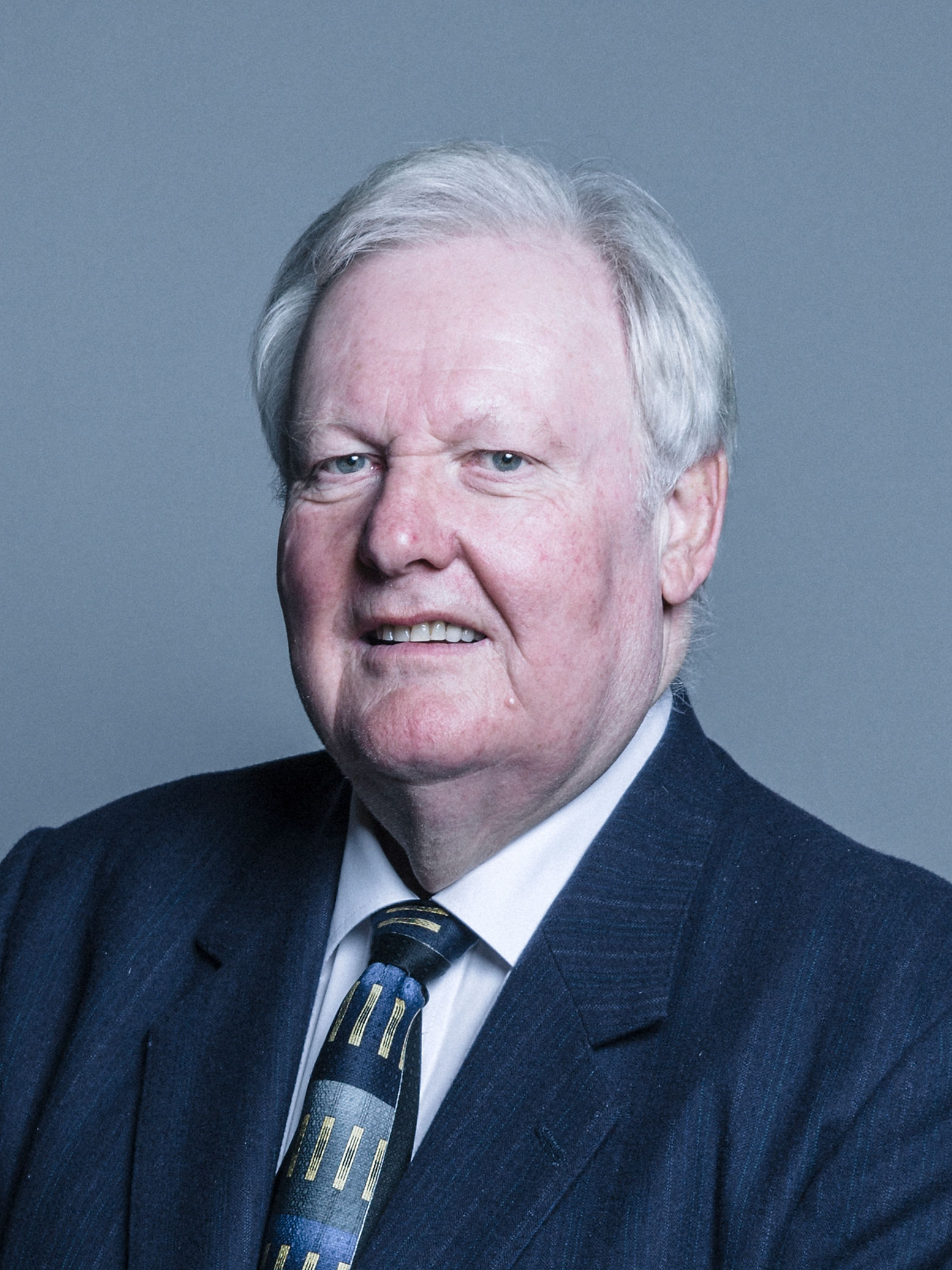
Wallace Browne, Baron Browne of Belmont

Wallace Hamilton Browne, Baron Browne of Belmont, MLA (* 29. Oktober 1947 in Belfast) ist ein nordirischer Politiker der Democratic Unionist Party und Life Peer.

## Leben und Karriere
Browne als Sohn von Gerald Browne und Phyllis Hamilton Brown geboren. Er studierte an der Queen’s University Belfast.
Er war als Schullehrer tätig. Von 1970 bis 2000 unterrichtete er Biologie an der Rainey Endowed School in Magherafelt.
Browne war seit 1985 Mitglied des Stadtrats von Belfast (Belfast City Council) für den Bezirk Victoria. 1993 war er dort Alderman. Von 2002 bis 2003 war er High Sheriff von Belfast. Von 2005 bis 2006 war er Bürgermeister (Lord Mayor) von Belfast.
2007 wurde Browne für den Wahlkreis East Belfast in die Northern Ireland Assembly gewählt. Er ist Mitglied des Treuhandrates (Trustee) der Somme Association. Bei der National Association of Schoolmasters (NASUWT) wurde er 1972 Mitglied.
Browne lebt in Belfast.

## Mitgliedschaft im House of Lords
Am 12. Juni 2006 wurde er zum Life Peer als Baron Browne of Belmont, of Belmont in County Antrim ernannt. Am 24. Juni 2006 erfolgte seine offizielle Einführung ins Oberhaus mit der Unterstützung von James Molyneaux, Baron Molyneaux of Killead und Diljit Rana, Baron Rana. Seine Antrittsrede im House of Lords hielt er am 20. November 2006. Er saß dort zunächst als Crossbencher.
Er ist zusammen mit Eileen Paisley und Maurice Morrow, Baron Morrow eines der ersten drei Mitglieder der Democratic Unionist Party im House of Lords.
Als Themen von politischem Interesse nennt er Bildung, Angelegenheiten Nordirlands und Angelegenheiten, die den Balkan betreffen. Als Staaten von besonderem Interesse nennt er Brasilien, Kanada, Kroatien, Frankreich, Deutschland, Italien, Montenegro und Serbien.
Er meldet sich regelmäßig zu Wort und nimmt an Abstimmungen teil. Im Juli 2012 äußerte er sich zur zweiten Lesung der Finance Bill zu Defiziten bei der Umsetzung von Wahlversprechen im Zeitraum seit 2010. 2012 sprach er dort mehrfach zum Thema Energiepolitik. Im Juni 2013 sprach er sich während der zweitägigen Lesung der Marriage (Same Sex Couples) Bill klar gegen diese aus.
Browns Anwesenheit an Sitzungstagen liegt im mittleren bis regelmäßigen Bereich.